# Alcobaça e Vestiaria
Alcobaça e Vestiaria (oficialmente: União das Freguesias de Alcobaça e Vestiaria) é uma freguesia portuguesa do município de Alcobaça com 9,81 km² de área e 7243 habitantes (censo de 2021). A sua densidade populacional é 738,3 hab./km².

## História
Foi constituída em 2013, no âmbito de uma reforma administrativa nacional, pela agregação das antigas freguesias de Alcobaça e Vestiaria.
Alcobaça recebeu foral de D. Manuel I em 1514. 
Em 1567, o mosteiro de Alcobaça separou-se de Cister, a casa-mãe em França, para se tornar cabeça da Congregação Portuguesa, por bula do Papa Pio V.
Em 1755, por causa do grande sismo, Alcobaça foi bastante danificada e sofreu uma enorme inundação. O marquês de Pombal impulsionou o município após essa tragédia.
Durante as invasões francesas, no início do século XIX, o mosteiro de Alcobaça foi pilhado.
O mosteiro esteve novamente a saque durante 11 dias em 1833, após o abandono forçado dos monges, em virtude da vitória liberal na guerra civil. Com a extinção das ordens religiosas decretada em 1834, parte do Mosteiro de Alcobaça foi vendido em hasta pública.

## Demografia
A população registada nos censos foi:
| Distribuição da População por Grupos Etários | Distribuição da População por Grupos Etários | Distribuição da População por Grupos Etários | Distribuição da População por Grupos Etários | Distribuição da População por Grupos Etários |
| -------------------------------------------- | -------------------------------------------- | -------------------------------------------- | -------------------------------------------- | -------------------------------------------- |
| Ano                                          | 0-14 Anos                                    | 15-24 Anos                                   | 25-64 Anos                                   | > 65 Anos                                    |
| 2001                                         | 986                                          | 797                                          | 3370                                         | 1096                                         |
| 2011                                         | 1034                                         | 719                                          | 3783                                         | 1473                                         |
| 2021                                         | 912                                          | 771                                          | 3740                                         | 1820                                         |

À data da junção das freguesias, a população registada no censo anterior (2011) foi:
| Freguesia atual      | Freguesia atual  | Freguesia atual | Freguesias antigas | Freguesias antigas | Freguesias antigas |
| Freguesia            | População (2011) | Área (km²)      | Freguesia          | População (2011)   | Área (km²)         |
| -------------------- | ---------------- | --------------- | ------------------ | ------------------ | ------------------ |
| Alcobaça e Vestiaria | 7009             | 9,81            | Alcobaça           | 5751               | 3,07               |
| Alcobaça e Vestiaria | 7009             | 9,81            | Vestiaria          | 1258               | 6,74               |